# International Clinical Psychopharmacology
International Clinical Psychopharmacology, abgekürzt Int. Clin. Psychopharmacol., ist eine wissenschaftliche Fachzeitschrift, die vom Lippincott Williams & Wilkins-Verlag veröffentlicht wird. Die Zeitschrift erscheint mit sechs Ausgaben im Jahr. Es werden Arbeiten veröffentlicht, die sich mit der Psychopharmakologie beschäftigen.
Der Impact Factor lag im Jahr 2014 bei 2,456. Nach der Statistik des ISI Web of Knowledge wird das Journal mit diesem Impact Factor in der Kategorie Pharmakologie und Pharmazie an 120. Stelle von 254 Zeitschriften und in der Kategorie Psychiatrie an 62. Stelle von 140 Zeitschriften geführt.